# Uruguay ai Giochi della XXXIII Olimpiade
L'Uruguay ha partecipato ai Giochi della XXXIII Olimpiade, svoltisi a Parigi dal 26 luglio all'11 agosto 2024, con una delegazione di 27 atleti, 23 uomini e 4 donne, in 9 discipline.
I portabandiera alla cerimonia di apertura sono stati Emiliano Lasa e María Sara Grippoli.

## Delegazione
| Sport            | Uomini | Donne | Totale |
| ---------------- | ------ | ----- | ------ |
| Atletica leggera | 2      | 1     | 3      |
| Canoa/kayak      | 1      | 0     | 1      |
| Canottaggio      | 1      | 0     | 1      |
| Ciclismo         | 1      | 0     | 1      |
| Judo             | 1      | 0     | 1      |
| Nuoto            | 1      | 1     | 2      |
| Rugby a 7        | 14     | 0     | 14     |
| Taekwondo        | 0      | 1     | 1      |
| Vela             | 2      | 1     | 3      |
| Totale           | 21     | 4     | 25     |

## Atletica

### Uomini

#### Corse su pista, marcia e maratona
| Atleta           | Evento | Batteria   | Batteria  | 2º turno | 2º turno  | Finale | Finale    |
| Atleta           | Evento | Tempo      | Risultato | Tempo    | Risultato | Tempo  | Risultato |
| ---------------- | ------ | ---------- | --------- | -------- | --------- | ------ | --------- |
| Santiago Catrofe | 5000 m | 13' 56" 40 | 14°       |          |           |        |           |

#### Eventi su campo
| Atleta        | Evento         | Qualificazioni | Qualificazioni | Finale | Finale    |
| Atleta        | Evento         | Misura         | Posizione      | Misura | Posizione |
| ------------- | -------------- | -------------- | -------------- | ------ | --------- |
| Emiliano Lasa | Salto in lungo | 7,87 m         | eliminato      |        |           |

### Femminile

#### Corse su pista, marcia e maratona
| Atleta              | Evento | Batteria  | Batteria  | Ripescaggio | Ripescaggio | 2º turno | 2º turno  | Finale | Finale    |
| Atleta              | Evento | Tempo     | Risultato | Tempo       | Risultato   | Tempo    | Risultato | Tempo  | Risultato |
| ------------------- | ------ | --------- | --------- | ----------- | ----------- | -------- | --------- | ------ | --------- |
| María Pía Fernández | 1500 m | 4' 19" 30 | 15° R     | 4' 16" 46   | 12°         |          |           |        |           |

## Canoa/Kayak

### Maschile

#### Velocità
| Atleta       | Evento    | Batteria  | Batteria   | Quarti di finale | Quarti di finale | Semifinale | Semifinale | Finale  | Finale     |
| Atleta       | Evento    | Tempo     | Classifica | Tempo            | Classifica       | Tempo      | Classifica | Tempo   | Classifica |
| ------------ | --------- | --------- | ---------- | ---------------- | ---------------- | ---------- | ---------- | ------- | ---------- |
| Matías Otero | K1 1000 m | 3' 43" 65 | 5º         | 3' 20" 81        | 2º               | 3' 48" 91  | 9º FB      | 3'30"48 | 14º        |

## Canottaggio

### Maschile
| Atleta        | Evento  | Batteria  | Batteria  | Ripescaggio | Ripescaggio | Quarti di finale | Quarti di finale | Semifinali | Semifinali | Finale    | Finale    |
| Atleta        | Evento  | Tempo     | Posizione | Tempo       | Posizione   | Tempo            | Posizione        | Tempo      | Posizione  | Tempo     | Posizione |
| ------------- | ------- | --------- | --------- | ----------- | ----------- | ---------------- | ---------------- | ---------- | ---------- | --------- | --------- |
| Bruno Cetraro | Singolo | 7' 04" 04 | 2º        | Bye         | Bye         | 6' 51" 43        | 3º SA/B          | 7' 08" 29  | 5º FB      | 7' 22" 71 | 12º       |

## Ciclismo

### Maschile
| Atleta        | Evento         | Tempo      | Posizione |
| ------------- | -------------- | ---------- | --------- |
| Eric Fagúndez | Corsa in linea | 6h 28' 31" | 55º       |

## Judo

### Maschile
| Atleta                  | Evento | 16-esimi               | Ottavi               | Quarti               | Semifinali           | Ripescaggio          | Finale               | Posizione       |
| Atleta                  | Evento | Avversario Risultato   | Avversario Risultato | Avversario Risultato | Avversario Risultato | Avversario Risultato | Avversario Risultato | Posizione       |
| ----------------------- | ------ | ---------------------- | -------------------- | -------------------- | -------------------- | -------------------- | -------------------- | --------------- |
| Alain Mikael Aprahamian | −81 kg | Nagase (JPN) P (00-10) | non qualificata      | non qualificata      | non qualificata      | non qualificata      | non qualificata      | non qualificata |

## Nuoto

### Maschile
| Atleta     | Evento             | Batterie | Batterie | Semifinali      | Semifinali      | Finale          | Finale          |
| Atleta     | Evento             | Tempo    | Pos.     | Tempo           | Pos.            | Tempo           | Pos.            |
| ---------- | ------------------ | -------- | -------- | --------------- | --------------- | --------------- | --------------- |
| Leo Nolles | 100 m stile libero | 50" 58   | 47º      | non qualificato | non qualificato | non qualificato | non qualificato |

### Femminile
| Atleta       | Evento      | Batterie  | Batterie | Semifinali      | Semifinali      | Finale          | Finale          |
| Atleta       | Evento      | Tempo     | Pos.     | Tempo           | Pos.            | Tempo           | Pos.            |
| ------------ | ----------- | --------- | -------- | --------------- | --------------- | --------------- | --------------- |
| Nicole Frank | 200 m misti | 2' 18" 00 | 30º      | non qualificato | non qualificato | non qualificato | non qualificato |

## Rugby a 7
| Squadra            | Torneo   | Girone               | Girone               | Girone               | Girone | Quarti               | Semifinali           | Finale               | Pos. |
| Squadra            | Torneo   | Avversario Punteggio | Avversario Punteggio | Avversario Punteggio | Pos.   | Avversario Punteggio | Avversario Punteggio | Avversario Punteggio | Pos. |
| ------------------ | -------- | -------------------- | -------------------- | -------------------- | ------ | -------------------- | -------------------- | -------------------- | ---- |
| Nazionale maschile | Maschile | Figi P 12-40         | Francia P 12-19      | Stati Uniti P 17-33  | 4º     | non qualificati      | non qualificati      | non qualificati      | 11º  |

## Taekwondo

### Femminile
| Atleta              | Evento | Ottavi               | Quarti               | Semifinale           | Ripescaggio Turno 1  | Ripescaggio Turno 2  | Finale               | Classifica      |
| Atleta              | Evento | Avversario Risultato | Avversario Risultato | Avversario Risultato | Avversario Risultato | Avversario Risultato | Avversario Risultato | Classifica      |
| ------------------- | ------ | -------------------- | -------------------- | -------------------- | -------------------- | -------------------- | -------------------- | --------------- |
| María Sara Grippoli | −49 kg | Cerezo (ESP) P (0-2) | non qualificata      | non qualificata      | non qualificata      | non qualificata      | non qualificata      | non qualificata |

## Vela

### Maschile
| Atleta                       | Evento | Regata | Regata | Regata | Regata | Regata | Regata | Regata | Regata | Regata | Regata | Regata | Regata | Regata | Punteggio Netto | Classifica |
| Atleta                       | Evento | 1      | 2      | 3      | 4      | 5      | 6      | 7      | 8      | 9      | 10     | 11     | 12     | M      | Punteggio Netto | Classifica |
| ---------------------------- | ------ | ------ | ------ | ------ | ------ | ------ | ------ | ------ | ------ | ------ | ------ | ------ | ------ | ------ | --------------- | ---------- |
| Hernán Umpierre Fernando Diz | 49er   | 5      | 2      | 14     | 2      | 17     | 13     | 18     | 9      | 4      | 8      | 13     | 7      | 16º    | 112             | 10°        |

### Femminile
| Atleta          | Evento       | Regata | Regata | Regata | Regata | Regata | Regata | Regata | Regata | Regata | Regata | Regata | Regata | Regata | Punteggio Netto | Classifica |
| Atleta          | Evento       | 1      | 2      | 3      | 4      | 5      | 6      | 7      | 8      | 9      | 10     | 11     | 12     | M      | Punteggio Netto | Classifica |
| --------------- | ------------ | ------ | ------ | ------ | ------ | ------ | ------ | ------ | ------ | ------ | ------ | ------ | ------ | ------ | --------------- | ---------- |
| Dolores Moreira | Laser Radial | 24     | 27     | 9      | 25     | 10     | 28     | 9      | 28     | 25     | —      | —      | —      | EL     | 157             | 22°        |